# Albinizm

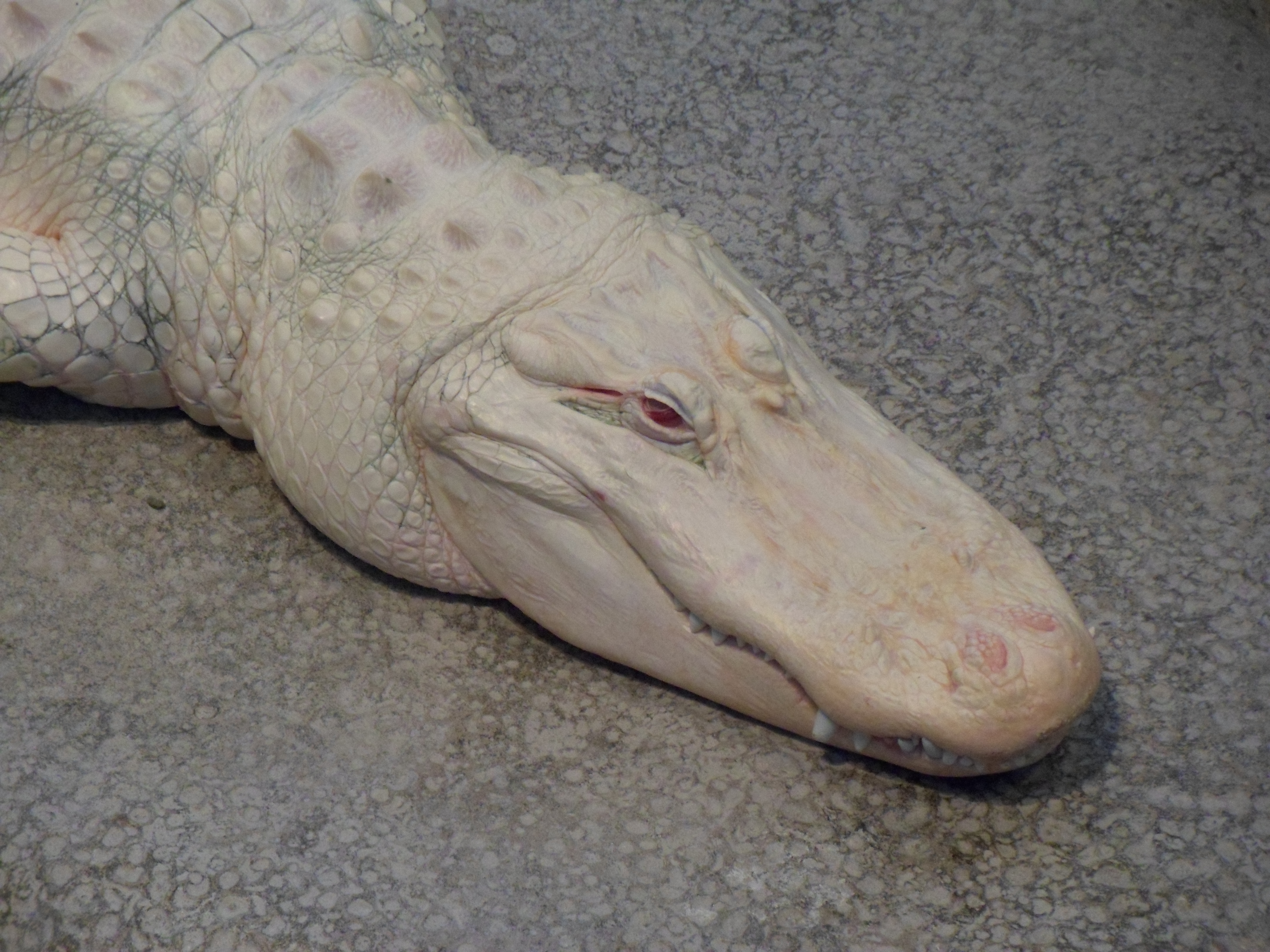
Aligator albinos

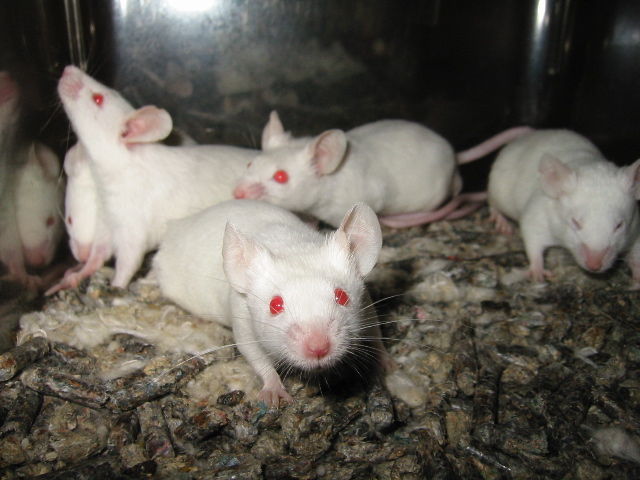
Białe myszy w laboratorium

Albinizm, bielactwo – uwarunkowany genetycznie brak lub niedobór pigmentu (melaniny) w organizmie. Osobnik posiadający tę cechę nazywany jest albinosem i charakteryzuje się białym lub bladoróżowym (związanym z prześwitywaniem naczyń krwionośnych) odcieniem skóry, białymi włosami, bladoróżowymi tęczówkami i czerwonymi źrenicami (z uwagi na prześwitywanie naczyń krwionośnych z dna oka). Nazwę tego wrodzonego błędu metabolizmu wprowadził w 1908 roku Archibald Garrod, który zauważył utrzymywanie się zaburzenia w obrębie wybranych rodzin. Oprócz albinizmu całkowitego (uogólnionego) występuje także bielactwo nabyte.
Z uwagi na brak ochronnego pigmentu w skórze, albinosi są bardzo wrażliwi na działanie promieni słonecznych, szybko ulegają poparzeniu i reagują stanami zapalnymi skóry. Z tego samego powodu obserwuje się u nich także zwiększoną zachorowalność na raka skóry. Albinizmowi często towarzyszą zaburzenia widzenia w postaci astygmatyzmu, oczopląsu oraz światłowstrętu.
Albinizm dziedziczy się autosomalnie recesywnie. Oznacza to, że jeśli oboje rodzice są heterozygotyczni pod względem genu aktywności tyrozynazy to ich dziecko z 25% prawdopodobieństwem będzie albinosem. Podłoże genetyczne tej choroby leży w braku tyrozynazy przekształcającej prekursor melaniny w melaninę.

## Częstość występowania
W przyrodzie albinizm występuje rzadko, u niektórych gatunków zwierząt (króliki, tchórze, szczury, myszy, papugi) stał się cechą charakterystyczną dla niektórych odmian. Polega on na nieregularnie rozłożonych przebarwieniach (gdzie nie ma melaniny) na całym ciele, a najczęściej na czole.
Częstotliwość występowania u ludzi wynosi średnio od 1:5000 do 1:15 000, jednak w niektórych populacjach może być znacząco wyższa (np. w Tanzanii częstotliwość występowania wynosi ok. 1:1400, a w niektórych grupach etnicznych w Afryce Południowej aż 1:1000).
Określenie to stosuje się także w stosunku do roślin, u których zaszła mutacja zaburzająca syntezę chlorofilu. Rośliny całkowicie albinotyczne nie mają szans przeżycia, jednak te z częściowym są niekiedy hodowane jako rośliny ozdobne (np. figowiec benjamina).

## Prześladowania albinosów
W niektórych wierzeniach afrykańskich albinosów uważa się za wcielenia duchów zmarłych, istnieje też przesąd występujący głównie we wschodniej Afryce, że części ciała albinosów mają magiczną moc, która może przynieść szczęście posiadaczowi amuletów czy eliksirów sporządzonych z części ciała albinosów. Stało się to powodem prześladowań tej społeczności, a także licznych morderstw.